# Holbewoner

Weltall und Menschheit : Geschichte der Erforschung der Natur und der Verwertung der Naturkräfte im Dienste der Völker (1902-1904)

Een holbewoner of troglodiet is een verouderde  benaming die tot aan het begin van de 20e eeuw gebruikt werd om te beschrijven hoe de prehistorische mens leefde. 
Het beeld van solitair levende holbewoners sluit niet aan bij moderne wetenschappelijke inzichten over de levensstijl van de eerste mensen. Tegenwoordig wordt er algemeen van uitgegaan dat de mensen uit het paleolithicum jager-verzamelaars waren, die vooral in open gebieden hun voedsel zochten en slechts bij uitzondering holen bezochten.
Het woord wordt tegenwoordig eigenlijk uitsluitend als pejoratief gebruikt.